# Kristine Kathryn Rusch
Kristine Kathryn Rusch es una escritora estadounidense de misterio, romance, ciencia ficción y fantasía. Ha escrito muchas novelas bajo nombres distintos como Kristine Grayson para romance, y Kris Nelscott para misterio. Sus novelas han estado en las listas de superventas en Londres y Norteamérica, y ha sido publicada en 14 países y en 13 idiomas distintos.
Sus premios varían desde el Ellery Queen Readers Choice Award hasta el John W. Campbell. Es la única persona en la historia de la ciencia ficción en ganar un premio Hugo por edición y otro Hugo por ficción. Algunos de sus cuentos han sido publicados en seis colecciones de Year's Best.
En 2001, su cuento, "Millennium Babies" ganó el premio Hugo. Ese año, también recibió el Herodotus Award de Mejor Novela Histórica de Misterio (por sus series escritas bajo el seudónimo de Kris Nelscott) y el Romantic Times Reviewers Choice Award de Mejor Romance Paranormal (por su novela Utterly Charming, escrita bajo el seudónimo de Kristine Grayson). 
En 1999, su cuento "Echea" fue nominado para los premios Locus, Nébula, Hugo y Sturgeon y ganó el premio Homer y el Asimov's Reader's Choice Award. En 1999, también ganó el Ellery Queen Reader's Choice Award y el Science Fiction Age Reader's Choice Award, convirtiéndose así en el primer escritor en ganar tres premios Reader's Choice diferentes, por tres historias diferentes, en dos géneros diferentes, el mismo año. 
En el año 2000 escribió la novelización de la conocida película X-Men; y publicó, junto con Dean Wesley Smith, la novela The 10th Kingdom, bajo el nombre de Kathryn Wesley.
Actualmente, escribe en sus cuatro géneros: la serie Retrieval Artist en Ciencia ficción; la serie Smokey Dalton en Misterio (bajo el seudónimo de Kris Nelscott); la serie Fates en Romance (bajo el seudónimo de Kristine Grayson); y pronto, las serie Fantasy Life en Fantasía. 
Fue editora de la prestigiosa revista The Magazine of Fantasy & Science Fiction. Antes de eso, ella y su esposo (el escritor Dean Wesley Smith), fundaron la editorial Pulphouse Publishing, que publicaba ciencia ficción y misterio. Vive y trabaja en la Costa de Oregón.

## Trabajos en Español
- Su cuento Quimeras, junto con una musicalización de la historia, fue publicado en el libro Agua/Cero: una antología de Proyecto Líquido en 2007.

- Otros de sus cuentos fueron publicados en la ahora inexistente revista Asimov's en español, y en las antologías de 2005 y 2006 del premio UPC.

- La novela El Décimo Planeta, que escribió junto a Dean Wesley Smith, fue publicada en 2001 por la editorial Timun Mas, y La Nueva Rebelión, parte de la colección La Guerra de las Galaxias, fue publicada en 1996 por la editorial Martínez-Roca.